# Тотем и табу
Тотем и табу (на немски: Totem und Tabu: Einige Übereinstimmungen im Seelenleben der Wilden und der Neurotiker – Тотем и табу: Прилики между умствения живот на диваците и невротиците) е книга, издадена през 1913 от Зигмунд Фройд. Това е колекция от есета, за първи път публикувани в списание Имаго (Imago) (1912 – 13), в тях се прилага психоанализа в полетата на археологията, антропологията и религията: „Ужасът от инцеста“; „Табу и емоционална амбиваленстност“; „Анимизъм, магия и всемогъщество на мислите“; и „Възвръщането на тотемизма в детството“.
Фройд се опитва в това есе да отговори на въпроси от народопсихологията със средствата на психоанализата. Примитивните общества според Фройд, стоят на ниско ниво на развитие. Това ниво отговаря на първоначалното развитие на индивидите. Въпросите свързани с тотемизма и екзогамията, с табута и магията, могат да бъдат обяснени с психическото развитие на детето. Екзогамията се доближава до инцестните връзки, табуто на забрани и желания, магията на нарцистична натрапчивост на собствените мисли. Тотемизмът и екзогамията имат общ произход спрямо амбивалетните отношения с бащата. Най-известната теза на книгата е убийството на братската орда от праотеца се приема като източник на култура.

## Части на книгата
- Предговор
- Предговор към европейското издание
- Страхът от кръвосмешение
- Табуто и амбивалентността на емоционалните импулси
- Анимизъм, магия и всемогъщество на мислите
- Инфантилното завръщане на тотемизма
- На разсън/мване (Д-р Давид Иерохам)

## Резюме
Във всяка от четирите части на книгата „Тотем и табу“ Фройд се опитва да обясни проблема, който етнолозите от своето време засягат.
Как може да се обясни, че в случая на тотемизма, забраната за кръвосмешение е разрешена извън кръга на кръвните роднини чрез екзогамия? С други думи „примитивните“ общества имат такова отличително кръвосмешение?
Отговорът на Фройд е: тъй като те са с равен стадий на развитието на либидото, на етапа на кръвосмесителните обективи.
Кои са основите на табуто?
Фройд ориентира в отговора си към принудителната невроза. В тази форма на неврозите забраните играят централна роля, поради което Фройд ги вижда като вид табу болест. Забраните на натрапчивия невротик се основават на желание. Това води до амбивалетността между несъзнателно желание и съзнателна забрана. Така и двата основни раздела в „примитивните“ общества – забраната за убийство и забраната за кръвосмешението, формират основата на табуто.
Как се обяснява анимизмът и как техниката, която е характерна за нея е магия?
В магията, човекът определя способността да променя реалността чрез мислене. Това съответства на най-ранния стадий от развитието на либидото, на етапа на нарцисизма в индивида. Анимизмът по този начин се основава на нарцистичното надмощие на собственото мислене.
Каква е основата на тотемизма и как е свързана с екзогамията?
Фройд се опитва да изясни този въпрос, като прибягва до животинската фобия при децата, която той смята за „отрицателен тотемизъм“ Тотемът не е почитан, а се страхува. Ядрото на животинската фобия е двусмисленото отношение към бащата, комбинацията от нежност и агресивност. Тази двусмисленост се дължи на тотемизма. Началото на културата е убийството на онеправданите синове от бащата, които им забранявал достъп до жени. Чрез убийството настъпва промяна, от едната страна на двусмислената връзка с бащата, от другата, нежния пол печели надмощие срещу агресивния. Това кара синовете да оправдаят тотемизма чрез акт на ретроспективно послушание: те се покланят на баща си в тотема, преодоляват съперничеството си и приемат двете основни забрани на културата – забраната за убийство и забраната за кръвосмешение.

### Първа част – Страхът от кръвосмешението
Първата част на книгата се занимава със страха от кръвосмешение при първобитните племена. Според Фройд мястото на липсващите религиозни и социални институции при австралийците се заема от системата на тотемизма. Всеки род и клан си има свой тотем. Той по принцип е животно, но може да е и растение или природна сила /дъжд, вода и т.н./ тотемът е праотец, дух пазител и помощник на рода, който изпраща предзнаменования и въпреки че по принцип е опасен, той познава и закриля „поданиците“ си. Те от своя страна организират празници в негова чест, при които се имитират неговите движения и особености. Тотемът не се свързва с определена местност или среда, свързаните чрез него могат да живеят изолирани един от друг, както и в мирно съжителство с почитателите на други тотеми. Където се простира влиянието на тотема, е закон членовете на един и същи тотем да не влизат по между си в сексуални или брачни отношения. Това се нарича екзогамия.
При пристъпването на тази забрана се налагат наказания, които за мъжете са умъртвявяне, а за жените – пронизване с копие.
Фройд отбелязва, че наследяването на тотема по майчина линия е по-старо от унаследяването по бащина линия.
Екзогамията забранява на мъжа сексуалните контакти с всички жени от неговия род и с жени, които са без кръвна връзка с него. Ролята на тотема като на родоначалник се възприема много сериозно и всъщност тотемът осъществява „кръвната“ връзка в семейството. Поради това е практика в езика на австралийските племена означаването на роднинските връзки, с които си служат, да визират не отношенията между два индивида, а между индивид и група. „Брат“, „сестра“, „майка“, „баща“ могат да бъде всеки от племето.
Страхът от кръвосмешение при тези общности се изразява в изграждането на определени институции – фратрии, които имат различни обичаи, осуетяващи индивидуалният контакт между близки, съгласно нашите представи роднини, като тези обичаи се съблюдават с религиозна строгост. Те са разпространени и извън Австралия.
- В Маланезия и Нова Каледония например съществува забрана за всякаква връзка между брат и сестра и се налага сдържаност между син и майка. Кръвосмешението със собствената сестра се наказва с обесване.
- При племето Бата на о. Суматра и на други места се налага избягване на контакта с всички роднини. Така племето Басога край Нил наказва за кръвосмешение дори домашните си животни.

Фройд прави извода, че страхът на диваците от кръвосмешение по същество е една инфантилна черта, проявяваща удивително сходство с душевния свят на невротика.
В първата част на книгата си Фройд се опитва да обясни и студенината между тъщата и съпруга на дъщеря ѝ. Според него тъщата не желае да се откаже от собственическите си права над дъщеря си, недоверчива е към чуждия човек и се стреми да удържи водеща позиция в дома. За своя зет тъщата представлява изкушение за кръвосмешение и не са рядко случаите, когато съпругът се влюбва първо в бъдещата си тъща и едва след това симпатиите му се пренасят върху дъщерята. Това става вероятно поради това, че майката не притежава младостта, красотата и психическата свежест, с които го привлича съпругата.

### Втора част – Табу и амбивалетност на емоционалните импулси
Втората част се занимава с табуто и амбивалентността на емоционалните пориви.
Терминът табу носи две значения:
- първото е „свещен“, „свят“
- второто е „ужасяващ“, „забранен“, „опасен“, „нечист“ и до известна степен „недостъпен“

То е един „свещен страх“. Забраните не съдържат аргументи и, въпреки че имат неясен произход и са непонятни за нас, те изглеждат естествени за тези, които се намират под тяхна власт. Табуто съществува преди боговете и изпреварва във времето всички религии.
Норкоут Томас отбелязва, че съществуват три вида табу:
1. Естественото табу, което е тайнствена сила и е свързано с определено лице или предмет.
2. Препредаденото табу, което е придобито и е пренесено от жреци или вожд.
3. Обединява предишните два

Целите на табуто са:
- защита на вождовете от беди
- закрила на слабите от силата на жреци и вождове
- предпазване от опасности
- гарантиране на важни актове като раждане, женитба, встъпване в мъжеството
- защита на хората от богове и демони
- предпазване на неродените и на малките деца
- опазването на собствеността от крадци

При неспазване на табуто настъпва незабавно наказание от божествената сила. Изложиш ли на опасност събратята си, те ти отмъщават и престъпилият табуто сам става табу. След акта на „прегрешаване“ се правят опити за изкуплението му чрез определени церемонии.
Забраните на табуто ограничават удоволствията, свободата на придвижване от едно място на друго и общуването. Те целят предпазването от опасна сила, която действа като зараза.
„Табу“ е всичко, което е носител или източник на тайнственото свойство – хора, местности, предмети, природни състояния. Табу е забраната произтичаща от това свойство.

За Вундт то включва „всички обичаи, в които се проявява страхът от определени обекти, свързани с култови представи или от действията, отнасящи се до тези обекти“. Според Вундт: 
| „ | „няма народ или културен етап, които да са избегнали пораженията, нанесени от табуто“ | “ |

.
При австралийците съществуват три групи забрани:
- Свързани с животни – забранява се тяхното изяждане и убиване. Това е сърцевината на тотемизма
- Включват растения, дървета, къщи, местности
- Свързани с човешките инстинкти – в страха от действието на демонични сили.

За Вундт „свята“ и „нечиста“ сила не са били разграничени в примитивните наченки на табуто. Присъщата на първоначалното табу вяра в демоничните сили, скрита в предмета, която при докосване или непозволено използване си отмъщава с омагьосване на нарушителя, не е нищо друго освен обективиран страх. Той все още не се е разграничил в двете форми, които придобива в по-късен етап – страхопочитание и ужас. За Вундт това разграничаване започва чрез пренасяне на забраните от света на демоните в света на представите за бога. В митологията е в сила законът, че всеки предишен етап, тъкмо защото е бил победен и изтласка от следващия, продължава да съществува наред с новия така че предишните обекти на почитание стават обекти на презрение.
Фройд стига до извода, че сходството между натрапливите забрани при неврозата и табуто се състои в липсата на мотиви за тези забрани, както и в загадъчния характер на техния произход. В определен момент те са се наложили и вследствие на неконтролируем страх се спазват безусловно. Например при „фобията за докосване“ всичко, което насочва мисълта към забраненото и предизвиква дори само мисловна връзка, е забранено, също, както и физическият контакт.
Забраните от табуто и натрапливите забрани налагат големи откази и жертви. Сходството между двете е в:
- Липсата на мотивация на забраните;
- Утвърждаването посредством вътрешната принуда;
- Способността за изместване и опасност от зараза при контакт със забраненото;
- Обусловеност на церемониални действия и норми, произтичащи от забраните;
- Амбивалентността е причинена от това, че се допуска забраненото действие, но и остава ужаса от наказанието;

За да избегне ограниченията, инстинктът постоянно се отклонява и търси заместители на забранените обекти и действия. Травмите, които двете противодействащи сили си нанасят взаимно, пораждат стремеж към отслабване на съществуващото напрежение, в който могат да се открият мотивите за натрапливите действия.
Табутата са насилствено внушени от предишното поколение. Първоначалното желание да се върши забраненото продължава да съществува у народите, съблюдаващи табутата. Отношението им към табутата е амбивалентно, в тяхната сфера на несъзнаваното доминира желанието да ги престъпят, но това ги плаши, тъкмо защото желанието изкушава, а страхът е по-силен от него.
Основата на табуто е забраненото действие, към което съществува силна неосъзната склонност.
Примерът на нарушителя на табуто е заразителен, за това той е отбягван. За да бъде избегнато общото наказание, грешката трябва да бъде изкупена от всички членове на обществото. Спазването на повелите на табуто не е нищо друго освен отказване от нещо силно желано преди. В церемониала на табуто изкуплението предхожда пречистването.
Магическата сила преписвана на табуто, се дължи на свойството му да въвежда човека в изкушение. В подчиняването пред табуто лежи отказването от нещо желано.

#### Видове
Съществуват няколко вида табу:
1. Първият засяга отношението с враговете. Той включва

- помиряване с убития враг, което се изразява в даване на жертви за помиряване с душите на убитите и превръщането им в закрилници и приятели, това се поражда от страха от духовете на убитите, от разкаянието и уважението към врага;
- известни ограничения от страна на убиеца, които се изразяват в изолирането на убиеца, той става „нечист“ и трябва да бъде „пречистен“ чрез определени церемонии;
- изкупление и пречистване на убиеца;
- определени церемониални актове;

1. Допир с личността на владетеля – смята се, че кралското докосване носи целебно действие. Дворцовият церемониал осигурява препятствия за недостъпността от останалите. Владетелят трябва да бъде пазен, защото той регулира света. Владетелят притежава магически способности, което го прави опасен, но контактът с него може да е и благотворен. Агресивните тенденции в докосването на неговата собственост носи отрицателни резултати. На почитането и обожествяването на кралските особи обаче противостои едно силно, неосъзнато враждебно отношение, една двойствена емоционална нагласа. Недоверието, което е неизбежен елемент в мотивацията на кралското табу, е друг, непосредствен израз на същата неосъзната враждебност.

Церемониалът може да се разглежда като точно съответствие на натрапливото действие при неврозата, в което едновременно се задоволява както потисканият, така и потискащият го инстинкт. Натрапливото действие е всъщност повторение на забраненото действие.
Третият вид табу засяга табуто върху мъртвите. Контактът с мъртвия изолира човека от останалите. Мъртвият се възприема като враг. Съществува забрана за докосване до храна и който наруши това табу ще бъде наказан със смърт. Скърбящите след смъртта на близък човек спят върху тръни, за да държат на разстояние духа на мъртвеца. Който види вдовица ще умре. Вдовецът се крие от хората, не може да преминава по обичайните места – улици, площади. Налага се забрана и върху името на починалия. Неговото име се променя – за да може да бъде споменаван по време на разговор. Имена, подобни на това на мъртвеца, дори и когато са носени от други също се променят. Съществува и страха да се произнесе името на дейност, свързана с покойника. След време се проявява стремеж към излизане от забвението на името на покойника. Съществува и страх от духа на мъртвия, за останалите той е станал зъл демон.
Фройд отбелязва, че болните от натраплива невроза демонстрират същото по отношение на имената и на определени думи, като това води до редица задръжки, често имащи сериозен характер.
Враждебността под формата на удовлетвореност от смъртта се измества при диваците върху покойника. Както в нормалната, така и в болната психика, защитната реакция се среща често и се определя като проекция. Табуто върху мъртвите произлиза от противоречието между осъзнатата скръб и неосъзнатата удовлетвореност от смъртта.
Амбивалентността присъства в емоционалните пориви на първобитните хора в много по-висока степен, отколкото в духовния свят на съвременните цивилизовани хора. Заедно с намаляването на амбивалентността постепенно започва да изчезва и табуто – което е симптом на компромиса при амбивалевнтния конфликт. Забраните на табуто са резултат от емоционалната амбивалентност.
С възникването на табуто възниква и съвестта по отношение на самото него и чувството за вина след неговото престъпване. Съвестта е вътрешно усещане за необходимостта потискането на определени пробуждащи се у нас желания. Който има съвест, чувства в себе си правотата на порицанието, справедливостта на упрека за извършената постъпка. Такова е и отношението на първобитния човек към повелята на табуто.
Така и в характера на страдащия от натраплива невроза на преден план излиза педантичната добросъвестност като симптом на реакцията срещу дебнещото в несъзнаваната сфера изкушение. Развива се съзнанието за вина, а самообвинението много прилича на страха.
Фройд отбелязва, че желанието да се убива е неосъзнато и табуто, както и моралната забрана в никакъв случай не са излишни от психологическа гледна точка. Те се обясняват и мотивират чрез амбивалентното отношение към импулса за убийство.
От тук Фройд прави два извода за табуто:
- потокът на желанията е неосъзнат.
- поведението на невротика е алтруистично

По своята форма на проявление табуто демонстрира най-силно сходство със страха на невротика от докосване. При табуто тя е свързана с по-общ смисъл на нападение, овладяване, избягване на собствената личност. В неврозата сексуалните инстинкти са в по-голямо съотношение от социалните. Неврозите демонстрират дълбоки сходства със значимите социални поведения на изкуството, религията и философията, но са само техни изкривени подобия.

### Трета част – Анимизъм, магия и всемогъщество на мислите
Тук се разглежда проблемите на анимизма. Анимизмът е учението за духовната същност. Според него съществуват безбройни безплътни същества, които имат власт над природата и са злонамерени или добронамерени.
За древните племена хората притежават души, които могат да напускат своята обител и да се вселяват в други хорам за тях безкрайното продължаване на живота – безсмъртието – е нещо естествено.
Според Вундт „примитивният анимизъм трябва да се приема като духовен израз на естествено състояние на човека, доколкото той изобщо е достъпен за познанието ни“.
Човечеството е създало 3 мисловни системи /всеобхватни възгледи за света/:
- анимистична /митологична/- най-изчерпателна е първата
- религиозна
- научна

Открива се съответствие по време и по смисъл между анимистичната фаза и нарцисизма, между религиозната фаза и онзи етап на избор, който се характеризира с привързаност към родителите, научната фаза е зрялото състояние на индивида, когато се надживява принципът на удоволствието и като се отчита реалността, се търси обект във външния свят.
Магията предхожда учението за духовете, което всъщност е ядрото на анимизма. Съществува разлика между вълшебството и магията. Вълшебството представлява въздействие върху духовете, като се използват средства използвани срещу хора. Магията е по-стара техника и действа и върху нежива материя – използва се за нанасяне на вреда на врага, за защита от неприятели и опасности.
Психическият акцент се измества от мотивите на магическото действие върху неговите средстда, т.е. върху самото действие. На етапа на анимистичното мислене все още не съществува възможност да са осмисли активно реалната ситуация. Това става по-късно, когато вече се заражда психическият феномен на съмнението като израз на склонността към потискане.
Това, което ние подобно на диваците проецираме във външната реалност, едва ли е нещо по-различно от познанието за едно състояние, в което на сетивата и съзнанието е предоставен определен обект, който е явен, като наред с него съществува и друго състояние, в което обектът е латентен, но може да се прояви. Това е съжителството на възприятие и спомен – съществуване на несъзнавани психически процеси и съзнавани психически процеси.
При господството на анимистичната система е неизбежно всяка дейност или норма да получи систематична аргументация, която днес оценяваме като суеверие.

### Четвърта част – Инфантилното завръщане на тотемизма
Фройд отбелязва разликата между тотема и фетиша: първият никога не е единичен обект като втория, а винаги някакво множество, по правило животински или растителен вид, рядко клас от неодушевени предмети и още по-рядко – клас от изкуствено създадени вещи.
Съществуват три вида тотем:
- кланов тотем
- полов тотем
- индивидуален тотем

Тотемизмът е религиозна, но и социална система. Религиозната му същност се състои в отношението на взаимно уважение и закрила между човека и неговия тотем, социалната – в задълженията към останалите членове на клана и към другите племена.
За животинските тотеми е характерно, че представителите от вида на тотемичното животно се отглеждат от племето и се държат затворени. Освен че животното предпазва и носи предзнаменования, съществуват церемонии, при които тотемичното животно се убива тържествено. тотемът носи и митологично значение като праотец на групата.
Съществуват няколко теории за произхода на тотема:
- Номиналистични теории – те се свързват с имената и хералдическите знаци на групата, както и с приликата и кръвната връзка между животното и групата;
- Социологически теории – според тях тотемът представлява видимото олицетворение на социалната религия на народите в Австралия. Той въплъщава общността, която е действителният обект на почитане. А. Ц. Хадън твърди, че определено животно, което е използвано за изхранване и търговия дава името, с което групата става известна на останалите групи;
- Психологическа теория – тотемът е убежище за душата и тя се прислонява при него, за да се укрие от надвисналите над нея опасности. Съществува стремеж да се съхрани преносителя на душата. Жените вярват, че раждането се дължи на духа, който прониква в тях. Тази теория вярва и в преселването на душите на мъртвите в животно, което се смята за кръвен роднина. За Вундт тотемизмът е в непосредствена връзка с вярата в душата или с анимизма;

Според Фрейзър съществува някакъв естествен инстинкт, който ни тласка към кръвосмешение. Законът го забранява, както става и с другите естествени инстинкти, заради съзнанието, до което са стигнали цивилизованите хора, според което задоволяването на тези естествени влечения нанася вреда на обществото. Резултатите от психоанализата напълно изключват възможността за съществуване на вродено неблагоразположение към кръвосмешението.
Днешните примитивни народи проявяват по-силен страх от кръвосмешението, отколкото цивилизованите.
У детето липсва и следа от високомерието, което кара възрастния цивилизован човек да разграничи собствената си природа от всяка друга животинска природа. С възрастта се появява фобия към животните – коне, кучета, котки, птици – такива, които преди са представлявали интерес. Това е всъщност изместване на страха от единия от родителите върху животните.

## Предистория
Книгата е в традицията на еволюционизма, който е на мнение, че Европа представлява кулминацията на човешкото развитие и че „примитивните“ народи имат достъп до началото на човешкото развитие. Най-често цитирани работи са „Тотемизма и екзогамия“ от 1910 и „Магическото изкуството“, което е първата част от третото издание на книгата „Златната клонка“ на шотландския антрополог Джеймс Фрейзър. От края на 19 век тотемизма се разглежда от водещи антрополози като основна институция на „примитивните“ общества, като първична или като елементарна форма на религия. През 1910 г. Александър А. Голдънвайзер (от руски Алекса́ндр Алекса́ндрович Гольденве́йзер разкритикувал идеята за тотемизма. Според него този термин обединява три феномена заедно, които имат нещо общо помежду си: организацията на клана, разпределението на растителни и животински имена, накрая вярата в отношението между клан и неговия тотем. Критикът, който е познавал Фройд, смята, че това което се е стояло в понятието тотемизъм в началото на развитието, в днешната етнология не играе никаква роля.
В предговора Фройд обяснява, че той е бил вдъхновен основно от два писателски труда публикувани през 1912 г.:
- от Вилхелм Вунд, „Елементи на народопсихологията“,[1] в която е направил опит да приложи без психоаналитичната психологията към социалната психология.
- от Карл Юнг, „Промени и символи на либидото“,[2] където авторът се задължава да разреши проблемите на индивидуалната психология.

Самият Фройд оценява „Тотем и табу“ изключително високо, както по отношение на съдържанието, така от стилистични гледна точка.
За превода на иврит, той пише отделно предговор. Той казва: "Никой от читателите на тази книга ще бъде в състояние да се поставят лесно в емоционалното състояние на автора, който не разбира свещения език, бащина религия – като всеки друг – е напълно отчуждени, не може да участва в националистически идеали и все пак членство никога не е отричал народа си, се чувства характера му като еврейска и тя не иска различно. той е бил помолен: Какво е вашето още еврейски, ако са се отказали от всички тези допирни точки с колегите си, той ще отговори: Все още много, може би най-важното. Но това същество той не може да постави под ясни думи, присъстващи. "
Работата се поставя началото на поредица от обширни писания на Фройд по въпросите на обществото и религията. Тя ще продължи в Групова психология и анализ на Аза (1921), Бъдещето на една илюзия (1927), Цивилизацията и разочарованите от нея (1930) и Моисей и монотеизма (1939). Фройд се предлага в тези произведения да се върнат отново към Тотем и табу.

## Рецепция

### Ранни прегледи
Карл Фуртмюлер, бивш член на Виенското психоаналитично дружество, преглежда „Тотем и табу“ през 1914 г. Фуртмюлер пише, че Фройд не обръща внимание на критиците и злоупотребява с работата на Дарвин. Според Фуртмюлер, докато Фройд показва остроумие и острота, той също използва „свободната игра на фантазията“ на мястото на логиката. Фуртмюлер сравнява Едиповия комплекс с „първоначалния грях на човешката раса“

#### Реакции на антрополозите
Книгата „Тотем и табу“ става широко известна в Съединените щати до края на Първата световна война. Според Анмари Де Ваал Малефийт (от английски: Annemarie de Waal Malefijt) книгата предизвика „яростни реакции“ у антрополозите. Антрополозите критикуват „Тотем и табу“. Алфред Л. Кроубър (от английски:Alfred Louis Kroeber), който през 1920 г. прегледа своя английски превод в „Американски антрополог“ (от английски:American Anthropologist), описва Фройд като „галантен и стимулиращ авантюрист в етнологията“, но отхвърля идеята, че теориите на Фройд могат да обяснят социалния произход и еволюционните фази. Франц Боас, който счита едностранчивият и безполезенят метод на Фройд в „Тотем и Табу“ за разгръщане на разбирането за културното развитие. Робърт Ранулф Марет (от английски: Robert Ranulph Maret), посочва работата като „справедлива история“. Клод Леви-Строс критикува „Тотем и табу“ в своята „Елементарни структури на родството“ от 1948 г.
Кроубър публикува преоценка на „Тотем и табу“ през 1952 г. Марвин Харис описва „Тотем и табу“ като представител на това, което последователите на Боас считат за „най-лошата форма на еволюционна спекулация“, критикува „грандиозността на своя компас, безупречността на доказателствата ... обобщеността на неговите заключения“ и неговата „анахронична рамка“.
Питър Фарб пише, че „Тотем и табу“ „демонстрира продължителност, с която теоретикът ще намери обяснение“ за тотемизма, като добави, че въпреки разногласията си по други въпроси, антрополозите сега се съгласяват, че работата е „напълно дискредитирана“.

### Възгледи на психолозите
Геза Рохайм, антрополог и психоаналитик, счита „Тотем и табу“ за една от най-големите забележителности в историята на антропологията, сравнима само с примитивната култура на Едуард Бърнет Тайлър (1871) и „Златната клонка“ (1890) на Джеймс Джордж Фрейзър. Рохайм описва „Тотем и табу“ като „епохална работа“ както в антропологията, така и в социалните науки като цяло. Рохайм накрая изоставя предположенията на „Тотем и табу“, но продължава да възприема книгата като класика, която създава психоаналитична антропология.
Вилхелм Райх, следвайки Йохан Якоб Бахофен и други автори, твърди, че ранните човешки общества са били матриарси и че това изключвало разказа на Фройд за произхода на цивилизацията в „Тотем и табу“. Райх твърди, че теорията на Фройд, за Едиповия комплекс като основен фактор в развитието на цивилизацията, игнорира културната теория на Едиповия комплекс, който, като се основава на делото на Бронислав Малиновски, се вижда само като резултат от патриархалния ред. Самият Фройд, смята че „Завръщането на тотемизма в детството“ е най-добре написаната му творба, а „Тотем и табу“ остава една от любимите му творби.

### Други мнения
Класическият учен Джейн Елън Харисън определя „Тотем и табу“ като едно от най-важните творби в нейния интелектуален живот. Работата на Харисън„Темис: Изследване на социалния произход на гръцката религия“ (1912) се сравнява с „Тотем и табу“, тъй като и Харисън, и Фройд се опитват да намерят универсален механизъм, който да отразява произхода на религията.
Писателят Томас Ман пише, че „Тотем и табу“ му направило по-силно впечатление от всяко друго произведение на Фройд, и от всички творби на Фройд това е с най-голяма художествена стойност.
Феминистката Симон дьо Бовоар критикува „Тотем и табу“ във „Вторият пол“ (1949), пишейки, че Фройд е принуден да „измисли странни фикции“, за да обясни прохода от „индивида към обществото“. Тя вижда неспособността да обясни този преход като провал на психоанализата.
Жорж Батай твърди, че Фройд е подведен от „повърхностното познаване на етнографски данни“, характерно за времето тогава, за да заключи в „Тотем и табу“, че табутата върху допирните трупове обикновено противоречат на желанието да се докоснат до тях.
Класическият учен Норман О. Браун критикува работата в „Живот срещу смъртта“ (1959 г.), пишейки, че Фройд корелира психо-сексуалните етапи на развитието с етапи от историята, като по този начин вижда историята като „процес на израстване“. Браун вижда този възглед като „остатък от оптимизма и рационализма от осемнадесети век“ и го счита за неадекватен както в историята, така и в психоанализата.
Джоузеф Кембъл смята, че „Тотем и табу“ на Фройд и „Психологията на несъзнаваното“ от Юнг (1912), са две ключови творби, които инициират систематичното тълкуване на етнологичните материали чрез прозрения, придобити чрез изучаването на невротични индивиди.
Критикът Рене Жирар пише в „Насилието и свещеното“ (1972), че въпреки отхвърлянето на „Тотем и табу“ от „съвременната критика“, неговата концепция за колективно убийство е близка до темите на собствената му работа.
Историкът Питър Гай (от нем. Peter Gay), в „Живот за нашето време“ (1988), предполага, че в „Тотем и табу“ Фройд прави предположения по-изящни от тези на Жан-Жак Русо. Гай наблюдава, че „Тотем и табу“ е частичен опит на Фройд да превъзмогне съперника си Юнг и че работата е пълна с доказателства, че „текущите борби на Фройд се отразяват с миналата си история, осъзнати и в безсъзнание“.
Критикът Харолд Блум пише в "Американската религия: Появата на постхристиянската нация" (1992), че „Тотем и табу“ няма по-голямо приемане сред антрополозите, отколкото „Книгата на Мормон“, и че съществуват паралели между двете творби, като загрижеността за полигамията.
Авторът Ричард Шехнер (от нем. Richard Schechner) критикува Фройд, че е приел в „Тотем и табу“, че някои хора са по-примитивни от други. Психологът Дейвид П. Бараш (от. нем. David P. Barash) стига до заключението, че в „Тотем и табу“ Фройд съчетава „идиосинкратични, почти непознати фантазии с изумителна дълбочина и оригиналност“.
Авторът Антъни Елиът твърди, че разказът на Фройд за социалната и културната организация страда от ограничения. Антропологичните знания, които стават достъпни след „Тотем и табу“ в теориите, които Фройд предлага там, вече имат малко застъпници. Елиът пише, че „опитът на Фройд за закрепване на Едиповия комплекс в основополагащо събитие измества решаващите се прозрения в радикално творческата сила на човешкото въображение“, приписвайки на реалните събития „това, което всъщност са продукти на фантазията“. Елиът добави, че „все още съществуват елементи от значителен интерес“ в работата, като кредитира Фройд, показвайки, че „реалността не е предварително или естествено“, а по-скоро е структурирана от социалните и технически рамки, създадени от човешките същества, „субективността и обществото се предполагат един друг“.
Авторът Доминик Бурдин пише, че в „Тотем и табу“ Фройд „развива идея, която очевидно смущава настоящите психоаналитици, но това е от съществено значение за логиката на фройдистката мисъл: тази на филогенетиката“.
Философът Микел Борх-Якобсен (от анг. Mikkel Borch-Jacobsen) и психологът Сону Шамдасани (от анг. Sonu Shamdasani) твърдят, че в „Тотем и табу“ Фройд прилага към историята „същия метод на интерпретация, който използва в личния живот на своя кабинет, за да възстанови забравените и потиснати спомени на своите пациенти“.

## Издания на книгата на български език
- Тотем и табу, Критика и Хуманизъм, 1991
- Тотем и Табу, Изд. Евразия-Абагар, 1992
- Тотем и табу. В: Психология на религията, Изд. Евразия, 1994, 175 – 354
- Тотем и табу, Изд. Критика и хуманизъм, 2013